# Psychology Today
Psychology Today (en español, Psicología hoy) es una revista de divulgación psicológica publicada en los Estados Unidos desde 1967. No es una publicación científica, sino que está dirigida al público general, sin conocimientos académicos o clínicos. En sus páginas, y también en su edición en línea, explican las psicopatologías, dan consejos sobre cómo llevar una vida mentalmente saludable y proporcionan acceso a psicoterapeutas.
Psychology Today es uno de los medios de comunicación más antiguos centrados en las ciencias del comportamiento. Su misión es cubrir todos los aspectos del comportamiento humano para ayudar a las personas a gestionar mejor su salud y bienestar, ajustar su mentalidad y gestionar diversos problemas de salud mental y relaciones.
El contenido de Psychology Today y su directorio de terapeutas se encuentran en 20 países de todo el mundo. El directorio de terapeutas de Psychology Today es el más utilizado y permite a los usuarios clasificar a los terapeutas por ubicación, seguro médico, tipos de terapia, precio y otras características. También cuenta con un sitio web en español.

## Editores en jefe
- Anastasia Toufexis, 1998–1999
- Robert Epstein, 1999–2003
- Kaja Perina, 2003-presente